# Archidiecezja Kolonii
Archidiecezja Kolonii (niem. Erzbistum Köln, łac. Archidioecesis Coloniensis) – archidiecezja metropolitalna Kościoła rzymskokatolickiego w Niemczech, obejmująca zachodnią część kraju związkowego Nadrenia Północna-Westfalia oraz północną część Nadrenii-Palatynatu. Została erygowana jako diecezja w II wieku, status archidiecezji posiada od VIII wieku. Dzisiejsze granice uzyskała w 1957.
Archidiecezja Kolonii jest uznawana za jedną z najbogatszych, lub nawet najbogatszą diecezję rzymskokatolicką na świecie.

## Bibliografia

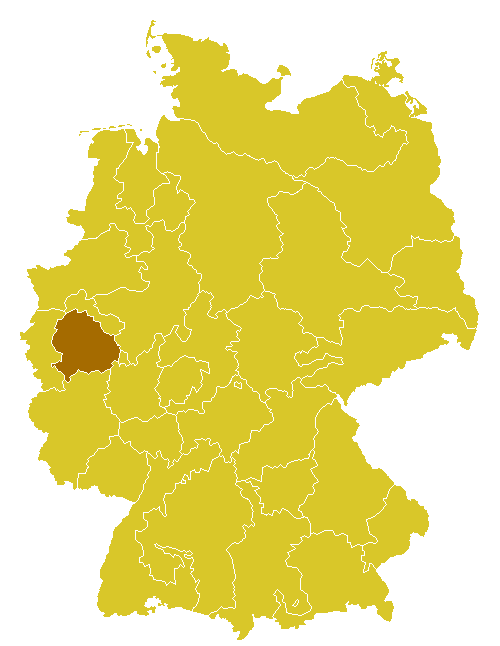
Położenie archidiecezji Kolonii na mapie administracyjnej Kościoła niemieckiego